# Rachel Berenson
Rachel Berenson es un personaje de ficción de la serie de libros de ciencia ficción Animorphs escrita por K. A. Applegate

## Sobre su nombre
Su nombre completo nunca se menciona explícitamente en los libros, pero en relación con su primo Jake Berenson hace que casi con total seguridad su nombre sea Rachel Berenson. En el libro número 21 La amenaza, se indica que Rachel está relacionado con la familia de Jake a través de su padre, en el 31 La conspiración, Rachel dice que relacionan a la familia de Jake con su familia a través del padre de Jake; los hermanos Steve y Dan (padres de Jake y de Rachel, respectivamente).

## Su familia
- Dan: El padre de Rachel, es un presentador de noticias en la televisión; Rachel es judía por su parte.

- Naomi: La madre de Rachel,es abogada. 
  - (Sus padres están divorciados).

- Jordan y Sara, sus dos hermanas ambas más jóvenes que ella.

- Jake y Tom son sus primos.

## Su papel en la historia
Antes de la guerra, Rachel estaba muy concentrada en la gimnasia y tenía una obsesión persistente con la moda. 
Marco a menudo la llama irónicamente "Xena: la princesa guerrera" o "Miss Fashion", y Jake se ha referido (en sus pensamientos) a ella como "la diosa de la guerra". Ella es una de las mejores amigas de Cassie, aunque esta relación se filtra a menudo a través de la serie. Rachel también tiene una relación especial con Tobias y los dos comenzaron a salir hacia el ecuador de la serie. Al principio de la serie, Melissa (hija del directot Chapman) es también una de sus mejores amigos, pero la relación decae y solamente se le menciona unas cuantas veces en la serie.
- Datos: Q2400809